# Хронологија ФНРЈ и КПЈ август 1948.
Хронолошки преглед важнијих догађаја везаних за друштвено-политичка дешавања у Федеративној Народној Републици Југославији (ФНРЈ) и деловање Комунистичке партије Југославије (КПЈ), као и општа политичка, друштвена, спортска и културна дешавања која су се догодила у току августа месеца 1948. године.
| ← јул · Хронологија ФНРЈ и КПЈ током 1948. године · септембар → |

### 10. август
- У Београду одржан састанак Централног већа Народне омладине Југославије на коме се расправљало о задацима који предстоје омладинским организацијама, на основу одлука Петог конгреса КПЈ. Усвојена је одлука Петог конгреса о спајању Савеза комунистичке омладине (СКОЈ) и Народне омладине (НОЈ) у једну јединствену омладинску организацију. Секретаријат Народне омладине је добио мандат да изврши припреме за одржавање Четвртог конгреса СКОЈ и Четвртог конгреса НОЈ.[1]

### 18. август
- Министарство унутрашњих послова ФНРЈ објавило саопштење да је у ноћи 11/12. августа група високих официра Југословенске армије — генерал-пуковник Арсо Јовановић, генерал-мајор Бранко Петричевић и пуковник Владо Дапчевић, осујећена приликом покушаја илегалног преласка југословенско-румунске границе, у околини села Сочица, код Вршца. Том приликом убијен је генерал Арсо Јовановић (1907—1948), као и управник ловишта Светолик Арбајац, кога су повели као водича, док су остала двојица успела да побегну. Петричевић се вратио у Београд, где је ухапшен, док је Дапчeвић ухапшен тек 2. септембра приликом покушаја илегалног преласка југословенско-мађарске границе. На суђењу одржаном јуна 1950. они су осуђени на 20 година затвора, али су 1956. пуштени на слободу.[2][3][4][5]

### 22. август
- У Београду умро Иван Стефановић Срба (1912—1948), бивши командант Прве шумадијске бригаде и члан Окружног комитета КПЈ за Младеновац. За своје заслуге током Народноослободилачке борбе, указом председника ФНРЈ 8. октобра јула 1953. постхумно је одликован Орденом народног хероја.[6]

### 25. август
- У Новом Саду основан Покрајински савез земљорадничких задруга Војводине, у циљу социјалистичке реконструкције пољопривреде и у интересу даљег организационог јачања земљорадничког задругарства.[1]

### 27. август
- Одлуком Покрајинског комитета КПЈ за Црну Гору, због подршке Резолуцији о стању у КПЈ, коју је донео Информбирo, из чланства Комунистичке партије Југославије искључена су четворица чланова Покрајинског комитета — Божо Љумовић, Нико Павић, Вуко Тмушић и Радивоје Вукићевић. Ова одлука Покрајинског комитета упућена је свим Среским комитетима 3. септембра исте године.[7]

### 29. август
- Горици одржан Први конгрес Савеза словеначке омладине у Италији, на коме су учествовали омладинци из Горице, Бенешке Словеније и Каналске долине.[1]

### 31. август
- У Љубљани одржан Пленум ЦК КП Словеније на којој је одлучено да се сазове Други конгрес КПС, који је одржан 11. новембра.[1]
- У Београду Президијум Народне скупштине ФНРЈ, на предлог председника Владе ФНРЈ Јосипа Броза Тита, донео Указ о реконструкцији Владе ФНРЈ, формиране 1. фебруара 1946. —  министар иностраних послова уместо Станоја Симића посто је Едвард Кардељ, министар унутрашњих послова Александар Ранковић постао је и потпредседник Владе, министар рударства уместо Банета Андрејева постао је Светозар Вукмановић, потпредседник Владе и председник Савезне контролне комисије постао је Благоје Нешковић и др.